# 용성 김씨
용성 김씨(龍城金氏)는 경기도 화성시를 본관으로 하는 한국의 성씨이다.
시조 김시보(金時輔)는 수원 김씨의 시조 김품언(金稟言)의 후손으로, 조선에서 현감(縣監)을 지냈다고 한다.

## 참고 자료
- “용성김씨(龍城金氏)”. 뿌리를 찾아서.[깨진 링크(과거 내용 찾기)]